# Adrienne Sahuqué
Pour les articles homonymes, voir Sahuqué.
Adrienne Sahuqué (née Adrienne Marie Charlotte Sahuqué) est une auteure féministe française née à Bordeaux le 18 septembre 1885 et morte à Latresne (Gironde) le 10 juillet 1972 à 86 ans.
Son principal ouvrage connu Les dogmes sexuels Paris Alcan, 1932 aborde 15 ans avant la publication du Deuxième Sexe par Simone de Beauvoir la question des préjugés sexistes sur les femmes.
Fille cadette de Blanche Larronde, poétesse d'origine anversoise, mariée en 1883 à Bordeaux au belge Georges Sahuqué négociant, architecte naval et peintre. Elle est proche parente des poètes Carlos Larronde et Olivier Larronde
Elle tombe dans l'oubli jusqu'à une intervention de Mary Lynn Stewart dans un colloque organisé en 1999, prolongée par une étude détaillée d'Hélène Rouch parue en 2002.

## Œuvres
- Les Dogmes sexuels : les influences sociales et mystiques dans l'interprétation traditionnelle des faits sexuels, Paris, F. Alcan, 1932
- L’Image humaine, Paris, Debresse 1955, 124 pp.